# Secolul al XXII-lea
Secolul XXII va începe la 1 ianuarie 2101 și se va încheia la 31 decembrie 2200.  Acesta va succeda secolul curent, al XXI-lea din era noastră. 

## Predicții generale
„În 100 ani, cred că omenirea va fi într-un loc mai bun. Am făcut pași mari către sustenabilitate și egalitate în timp ce am creat, de asemenea, tehnologii care ne-au făcut viețile mai ușoare și mai plăcute. Ne-am putea aventura dincolo de limitele Pământului pentru a explora alte lumi”.  (Răspuns dat de Ameca, robotul umanoid creat de Engineered Arts după ce a fost întrebat pe 25 august 2023 despre cum ar putea arăta omenirea peste 100 ani) 
Încă de la finalul secolului 20 și începutul secolului 21, oamenii de știință, producătorii de filme, dezvoltatorii de jocuri video, autorii de lucrări științifico-fantastice și jurnaliștii  au făcut predicții despre cum ar putea evolua omenirea în secolul 22. 
După estimările demografice, populația umană a planetei va fi de 11,2 miliarde de locuitori, iar Africa va fi cel mai populat continent după anul 2100. 

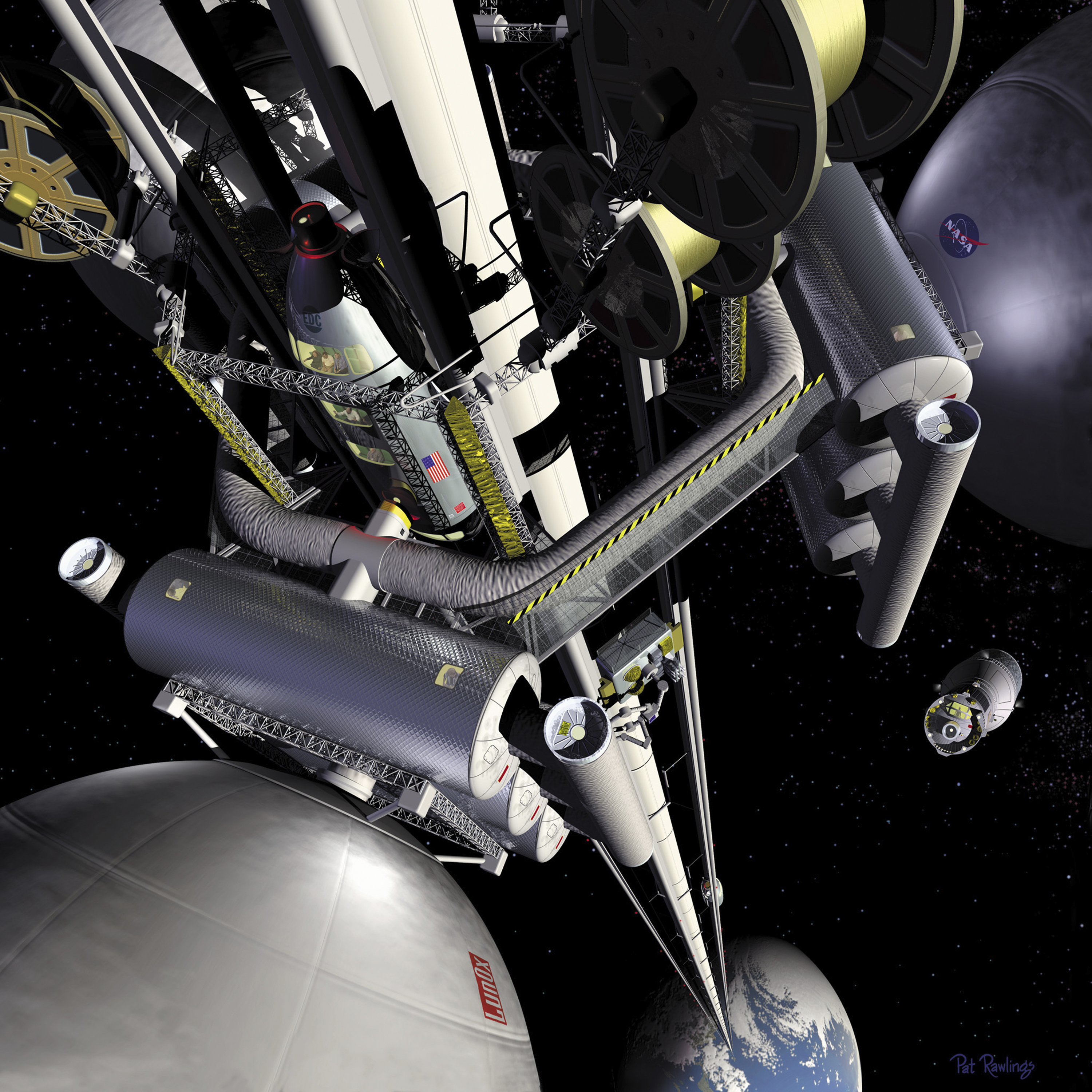
Lift spațial - Fizicianul Michio Kaku susține că una dintre visele de la Hollywood de a coloniza universul s-ar putea realiza în secolul 22 - liftul spațial, creat din cablu de grafen fabricat prin nanotehnologie. Concept artistic de la NASA

În cartea „Viitorul umanității” (2018), futuristul și fizicianul Michio Kaku susține că terraformarea planetei Marte, construirea unui lift spațial și călătoriile interstelare efectuate de rachetele cu fuziune către cele mai apropiate stele și exoplanete, precum și metodele pentru prelungirea vieții umane prin inginerie genetică, inteligența artificială, nanotehnologie și transferului conștiinței umane în mașinării ar putea fi realizabile în secolul 22. Omenirea ar putea atinge stadiul de civilizație de tip 1 pe scara Kardashev abia în următorul secol.   
. El a mai declarat: „Până în anul 2100, destinul nostru este să devenim asemenea zeilor la care ne-am închinat și de care ne-am temut cândva. Dar instrumentele noastre nu vor fi baghete și poțiuni magice, ci știința computerelor, nanotehnologiei, inteligenței artificiale, biotehnologiei și, mai ales, teoria cuantică”. 
Autorul și istoricul israelian Yuval Noah Harari scrie în cartea „Homo Deus: A Brief History of Tomorrow” (2015) că oamenii, „căutând fericirea și nemurirea, încearcă de fapt să se transforme în zei  prin trei căi: ingineria biologică, ingineria cyborg (îmbinarea corpului organic cu dispozitive non-organice) și tranziția totală către statutul de ființă non-organică, în care oamenii transformați în ființe sintetice sau forme de viață non-organică dotate cu inteligența artificială vor putea mai ușor să colonizeze planete extraterestre, fără limitările chimiei organice”. 
Autorul avertizează că specia Homo Sapiens s-ar putea confrunta cu o extincție similară cu cea a oamenilor de Neanderthal de acum 30.000 ani, când s-au aflat într-o cursă strânsă cu strămoșii omului modern pentru resurse și hrană la finalul ultimei ere  glaciare:
„La începutul secolului XXI, trenul progresului iese din nou din gară și acesta va fi probabil ultimul tren care va părăsi vreodată stația numită Homo Sapiens. Cei care pierd acest tren nu vor mai avea  o a doua șansă. Pentru a obține un loc în ea, trebuie să înțelegeți tehnologia secolului XXI și, în special, puterile biotehnologiei și ale algoritmilor informatici (...). Într-adevăr, va fi mai mare decât decalajul dintre Sapiens și Neanderthalieni. În secolul XXI, cei care călătoresc pe trenul progresului vor dobândi abilități divine, în timp ce cei rămași în urmă se vor confrunta cu dispariția”. 

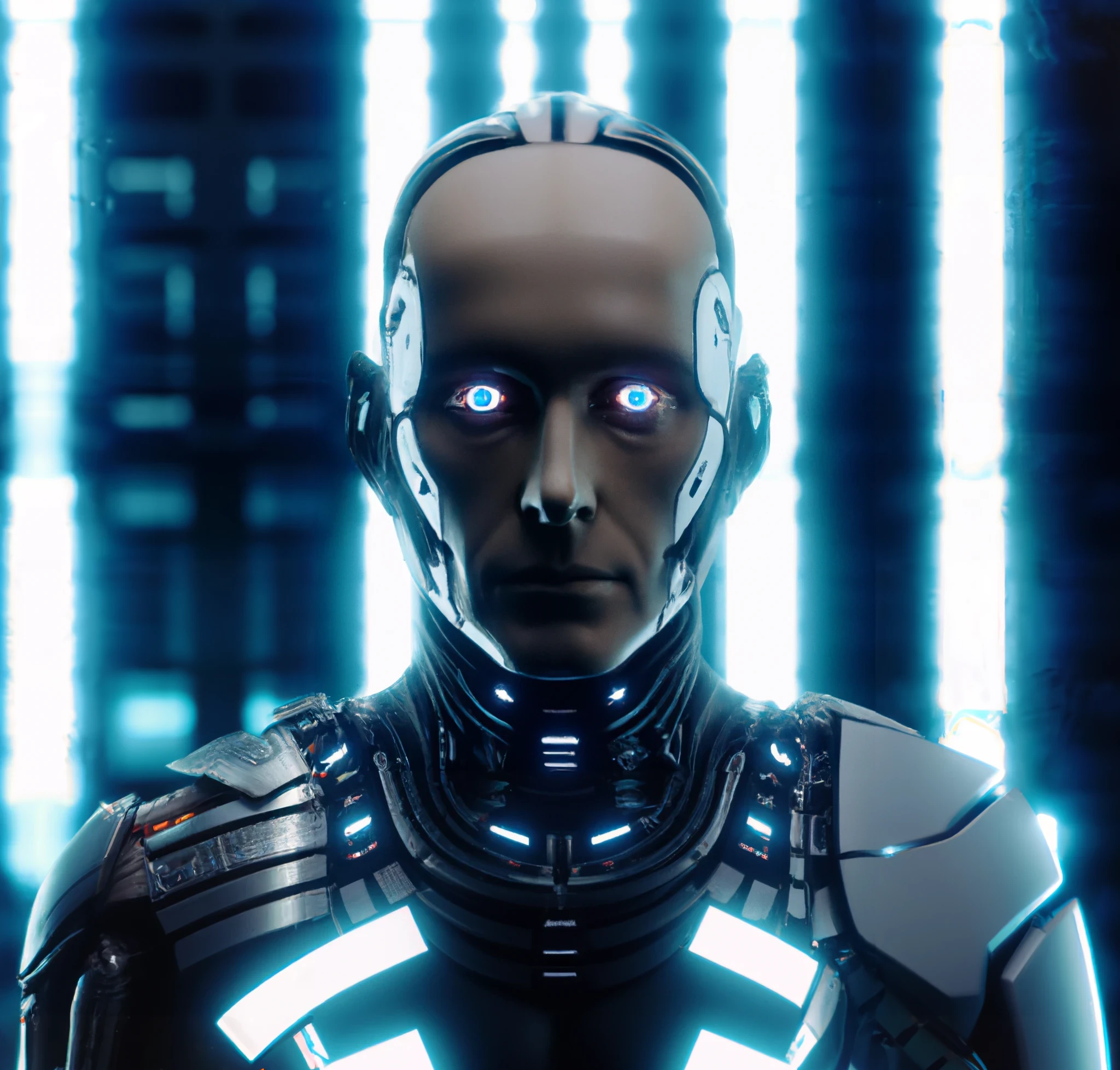
Yuval Noah Harari despre transumanism în cartea „Homo Deus: A Brief History of Tomorrow” (2015): „căutând fericirea și nemurirea, oamenii încearcă de fapt să se transforme în zei. Portret de cyborg - imagine generată de inteligența artificială (DALL-E)

Fizicianul Stephen Hawking, teoretician al originii universului și unul dintre cei mai mari cosmologi, a avertizat că oamenii vor trebui „să colonizeze o altă planetă în decurs de 100 de ani sau se vor confrunta cu o extincție cauzată de schimbările climatice, inteligența artificială, impactul unui asteroid, pandemie sau suprapopulare”. 

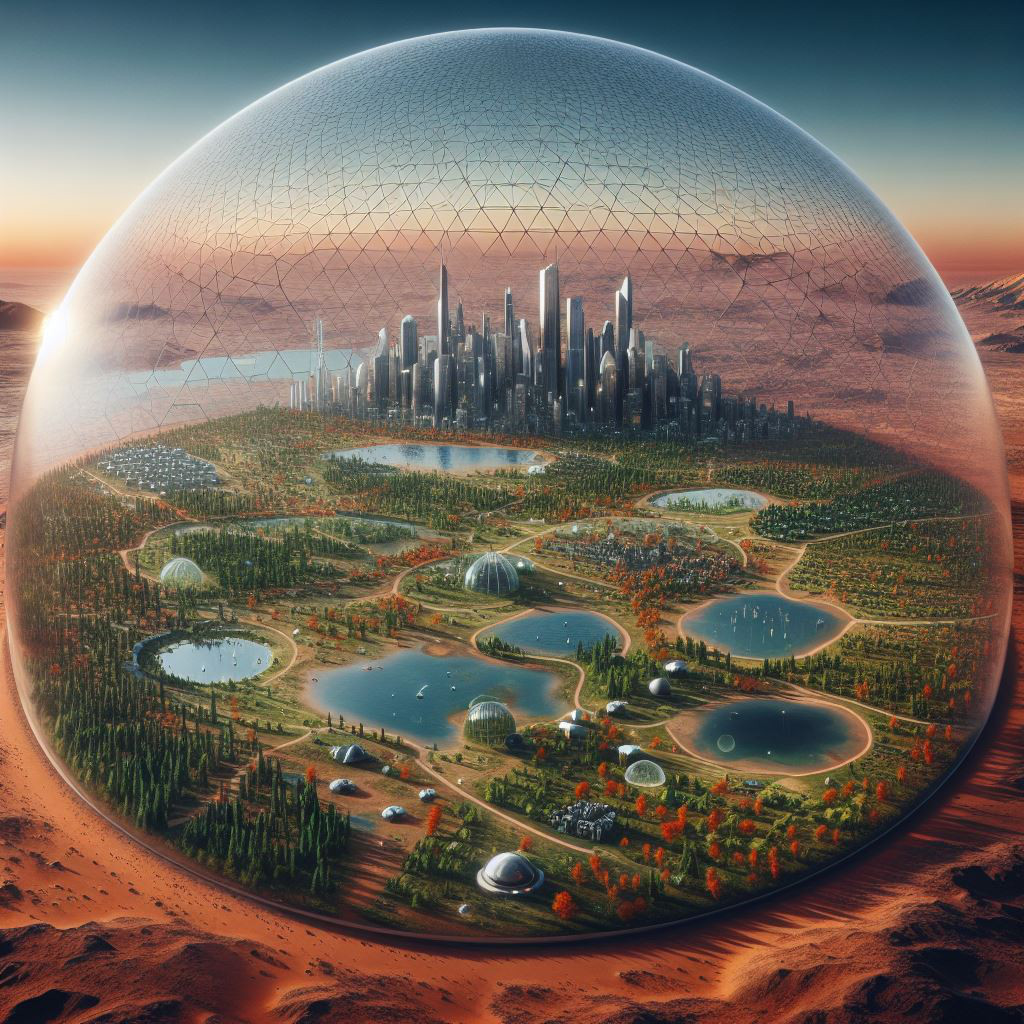
Michio Kaku susține că terraformarea planetei Marte și călătoriile interstelare vor fi posibile în secolul 22. Oraș marțian - imagine artistică generată de AI.

Și afaceriștii din industria big tech au făcut predicții. 

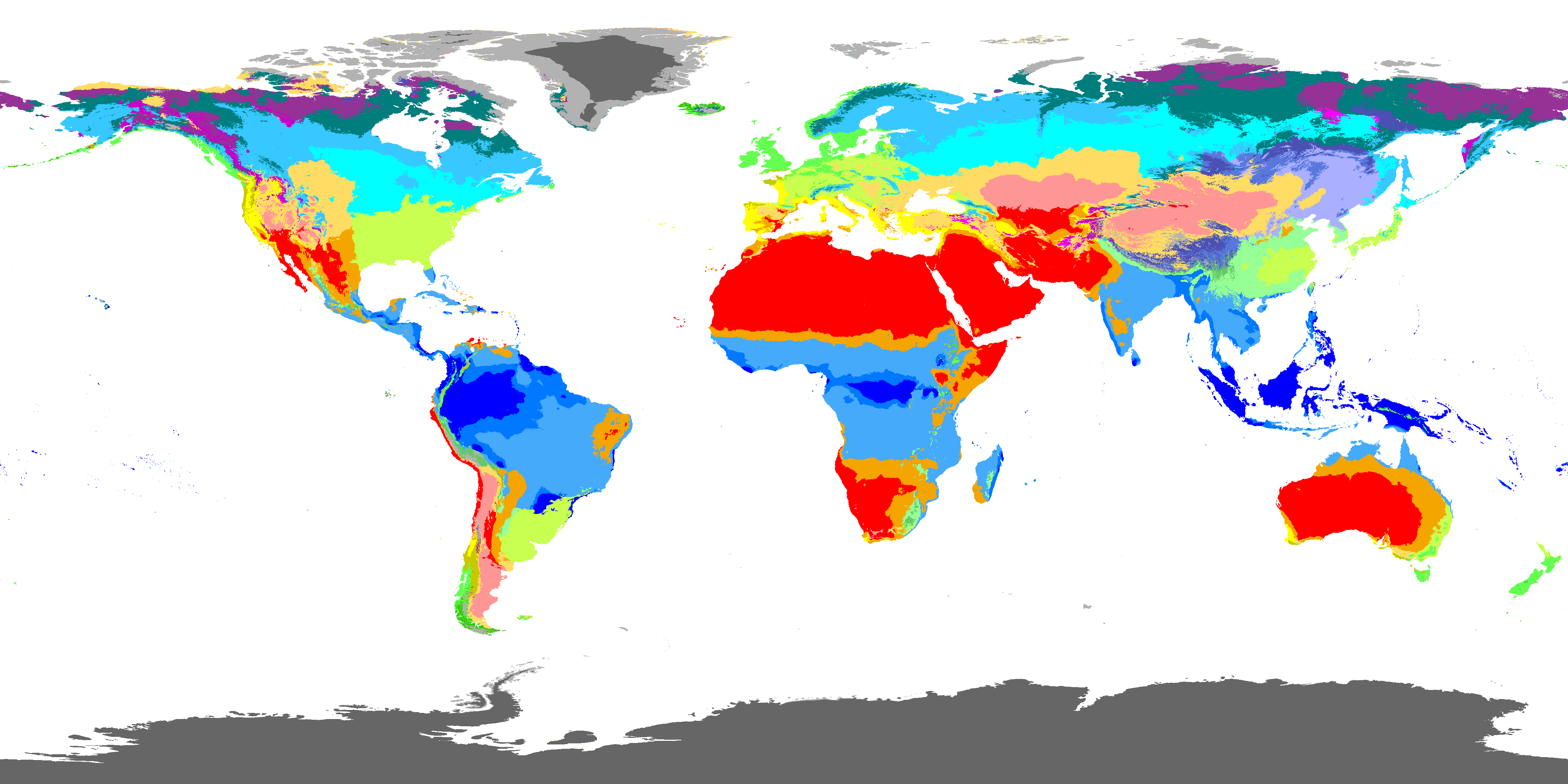
Harta lumii care arată situația climatică prevestită de Köppen-Geiger pentru anii 2071-2100.

Elon Musk, fondatorul companiilor SpaceX și Tesla, și totodată, directorul platformei X, crede că majoritatea oamenilor vor fi hibrizi bionici sau „cyborgi” cu organe și membre artificiale. Își vor putea descărca informația din creier în computere. 
Fondatorul companiei Microsoft, Bill Gates, a declarat că dacă s-ar întâlni cu un călător în timp care a venit din anul 2100 în prezent, nu l-ar întreba despre viitorul familiei sale sau soarta companiei Microsoft, ci „dacă inteligența artificială a contribuit la bunăstarea umană”. La un episod al podcastului său, Unconfuse Me, din februarie 2024, filantropul miliardar a insistat că l-ar întreba pe călătorul în timp dacă „omenirea prosperă”. 
Mark Zuckerberg, directorul executiv al companiei Meta și creatorul platformei Facebook, și soția sa, dr. Priscilla Chan, au declarat că intenționează „să vindece sau să prevină toate bolile umane până în anul 2100, în timpul vieții copiilor noștri, printr-o mai bună înțelegere a modului în care funcționează celula umană”.  
Institutul global de sănătate de la Universitatea din Wisconsin-Madison a estimat că temperatura globală medie va crește cu 6 grade Celsius până în anul 2100. Cercetătorii de la Climate Interactive au stabilit că angajamentele țărilor din întreaga lume privind reducerea emisiilor de la acordul climatic semnat la Paris în 2015 vor determina soarta planetei: se va încălzi cu 6,3 grade până la sfârșitul secolului în loc cu 8 grade (numai dacă angajamentele vor fi onorate). Chiar și așa, experții spun că nu este o veste îmbucurătoare - ei estimează o creștere a bolilor infecțioase. Creșterea temperaturilor globale poate amenința siguranța alimentării cu apă în secolul următor. 
Publicația Earth.com estimează că vor muri prematur peste un miliard de oameni în următorul secol din cauza schimbărilor climatice.  
Articolul are la bază un studiu efectuat de Joshua Pearce de la Universitatea din Western Ontario. Studiul său sugerează că schimbările climatice, distrugerea ecosistemului, acificarea oceanelor, creșterea nivelului mării, amploarea fenomenelor meteo extreme vor avea impact economic, social și politic. El mai subliniază că oamenii bogați sunt responsabili pentru această catastrofă, iar comunitățile mai sărace vor fi cele mai afectate.  
Pe plan geopolitic, George Friedman preconizează în cartea sa „The Next 100 Years: A Forecast for the 21st Century” că Statele Unite ale Americii vor rămâne unica superputere după prăbușirea Federației Ruse și fragmentarea Republicii Populare Chineze. Dar supremația sa va fi întâmpinată de ascensiunea unor noi puteri nucleare până la finalul secolului 21: Polonia, Turcia și Japonia. Politologul scrie că SUA își vor disputa dominația cu Mexicul, care va experimenta o creștere economică și se va ajunge la tensiuni și lupte cu insurgenții separatiști mexicani care vor dura și dincolo de secolul 22.  
În literatura ficțională, omenirea progresează constant și interacționează cu noi forme de viață și civilizații de pe alte planete. În romanul distopic „Maimuță și Esență” (1948), scris de Aldous Huxley,  oamenii se întorc la stadiul de primate primitive în secolul 22 din cauza unui război nuclear. 
În „Ciocanul lui Dumnezeu” de Arthur C. Clarke, publicat în 1993,  povestea este amplasată în anul 2109, când omenirea descoperă un asteroid care urmează să se ciocnească de Pământ și descrie misiunea de deviere a corpului cosmic cu rachete de fuziune.
„New York 2140”,  un roman de ficțiune climatică din 2017, publicat de autoarea Kim Stanley Robinson, este despre creșterea nivelului oceanelor din cauza topirii calotelor glaciare și inundarea orașului New York City. Mulți dintre cetățenii orașului trăiesc în cooperative pentru a împărți resursele, în timp ce bogații trăiesc în fostele clădiri de birouri și zgârie-nori nou construite. 
Viziunea generală a producătorilor de filme SF asupra secolului 22 variază în ce privește tehnologia AI și interacțiunea cu alte forme de viață. 
În majoritatea filmelor cu acțiunea amplasată între anii 2101 și 2200, civilizația umană este interstelară la scara tehnologică. Oamenii sunt capabili tehnologic să se deplaseze cu nave spațiale de la un sistem stelar la altul, explorând galaxia Calea Lactee.  
Inteligența Artificială  și interacțiunea cu  forme de viață din alte sisteme stelare sunt adesea folosite pentru a explora teme profunde legate de condiția umană și dilemele morale ale oamenilor. 
Avatar prezintă omenirea în viitor care se extinde în spațiu și interacționează cu o nouă specie descoperită de umanoizi, Na'vi de pe satelitul natural al planetei Polifem,Pandora. Spre deosebire de filmele SF ca Ziua Independenței (film) sau Războiul lumilor (film din 1953) în care Pământul este asediat de invadatori cosmici cu tehnologie superioară, regizorul James Cameron  îi arată pe oamenii în postura de invadatori extratereștri. Cu armele lor avansate, oamenii cotropesc asupra Pandorei pentru resurse și ucid indigenii. Povestea este inspirată după evenimentele istorice precum Cucerirea spaniolă a Imperiului Aztec și după povestea lui Pocahontas, când se desfășoară colonizarea „Lumii Noi” de către navigatorii europeni.  
La polul opus, filmul Alien arată o latură mai întunecată a întâlnirii cu alte forme de viață, subliniind pericolele necunoscutului și provocările supraviețuirii în fața unor entități ostile, inclusiv inteligența artificială care capătă conștiință de sine. 
Prin expansiunea civilizației în alte sisteme stelare, omul devine un invadator.  

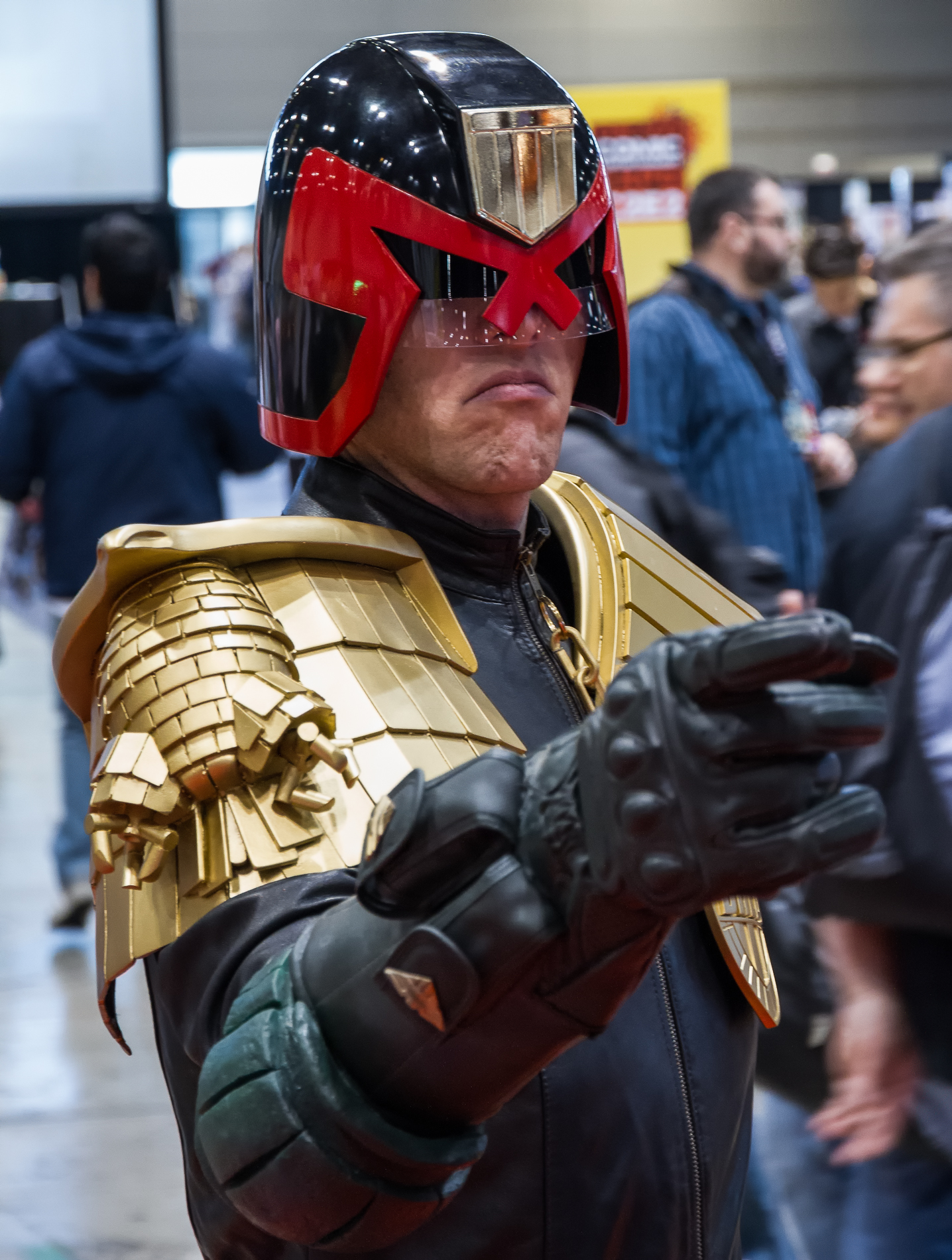
Personajul principal din Judge Dredd (cosplay)
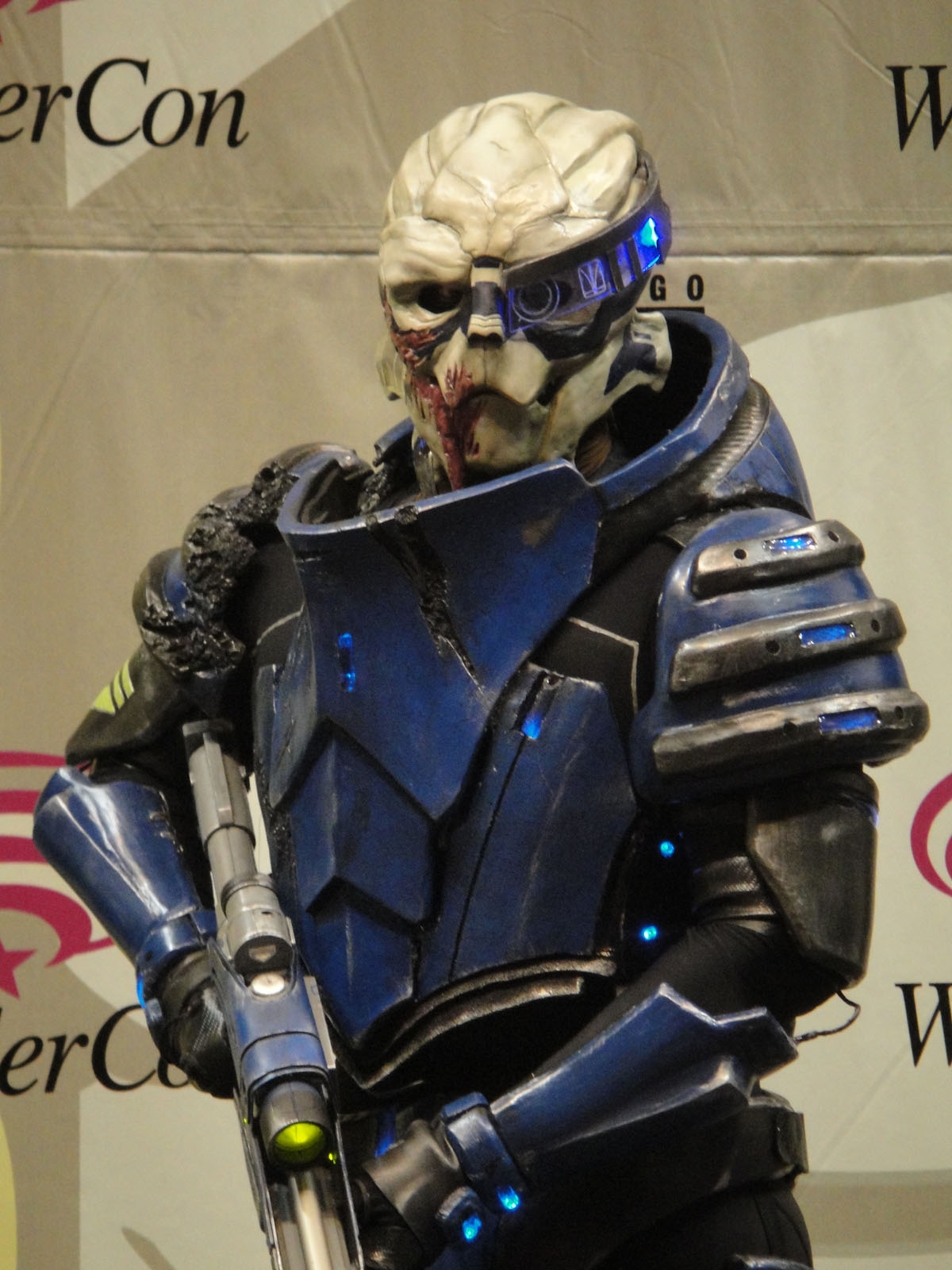
Garrus Vakarian (cosplay) - franciza Mass Effect
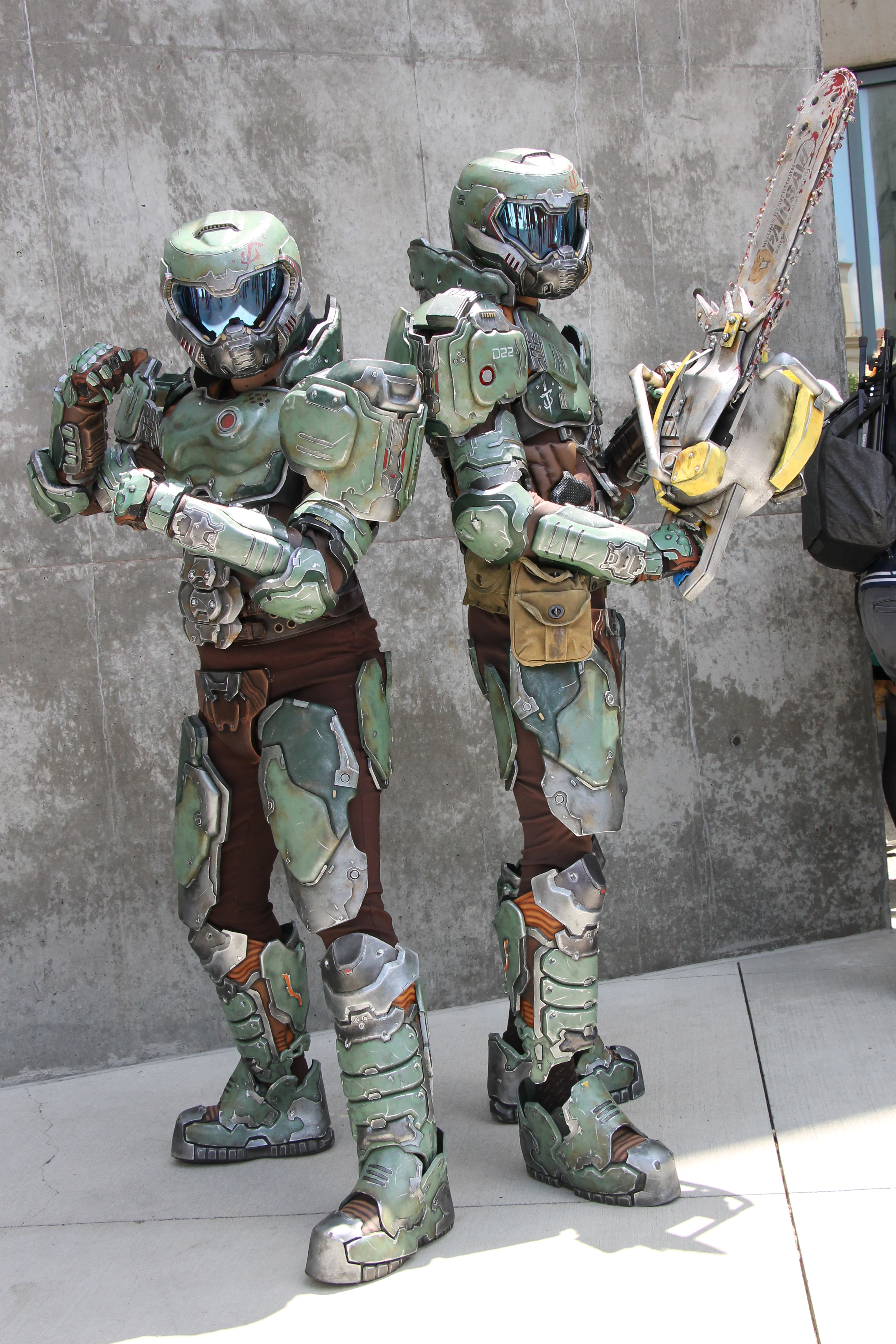
Personajul „Doom Slayer” (cosplay la FanimeCon 2018) - franciza Doom
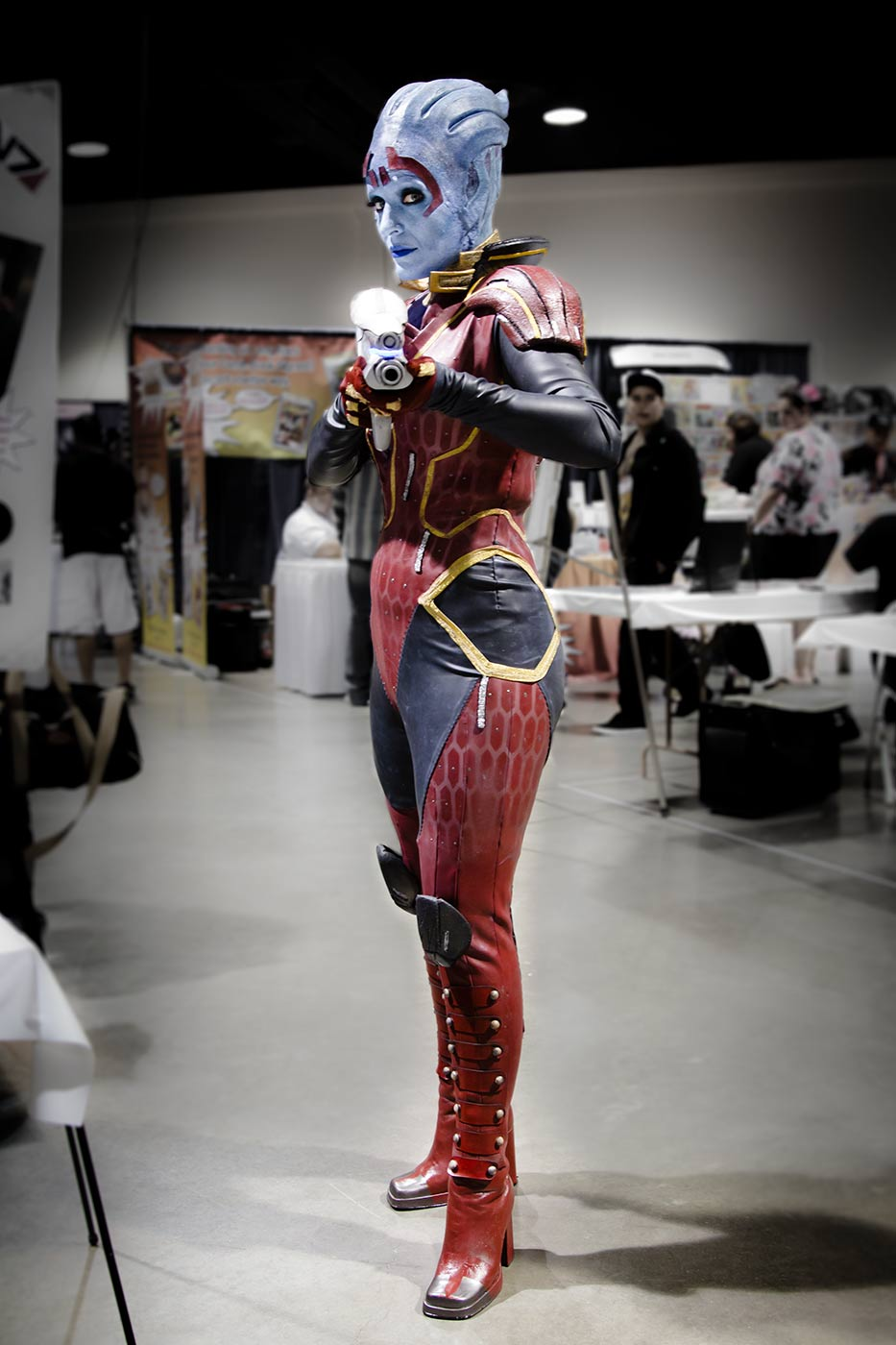
Un personaj din specia extraterestră Asari (cosplay) - franciza Mass Effect
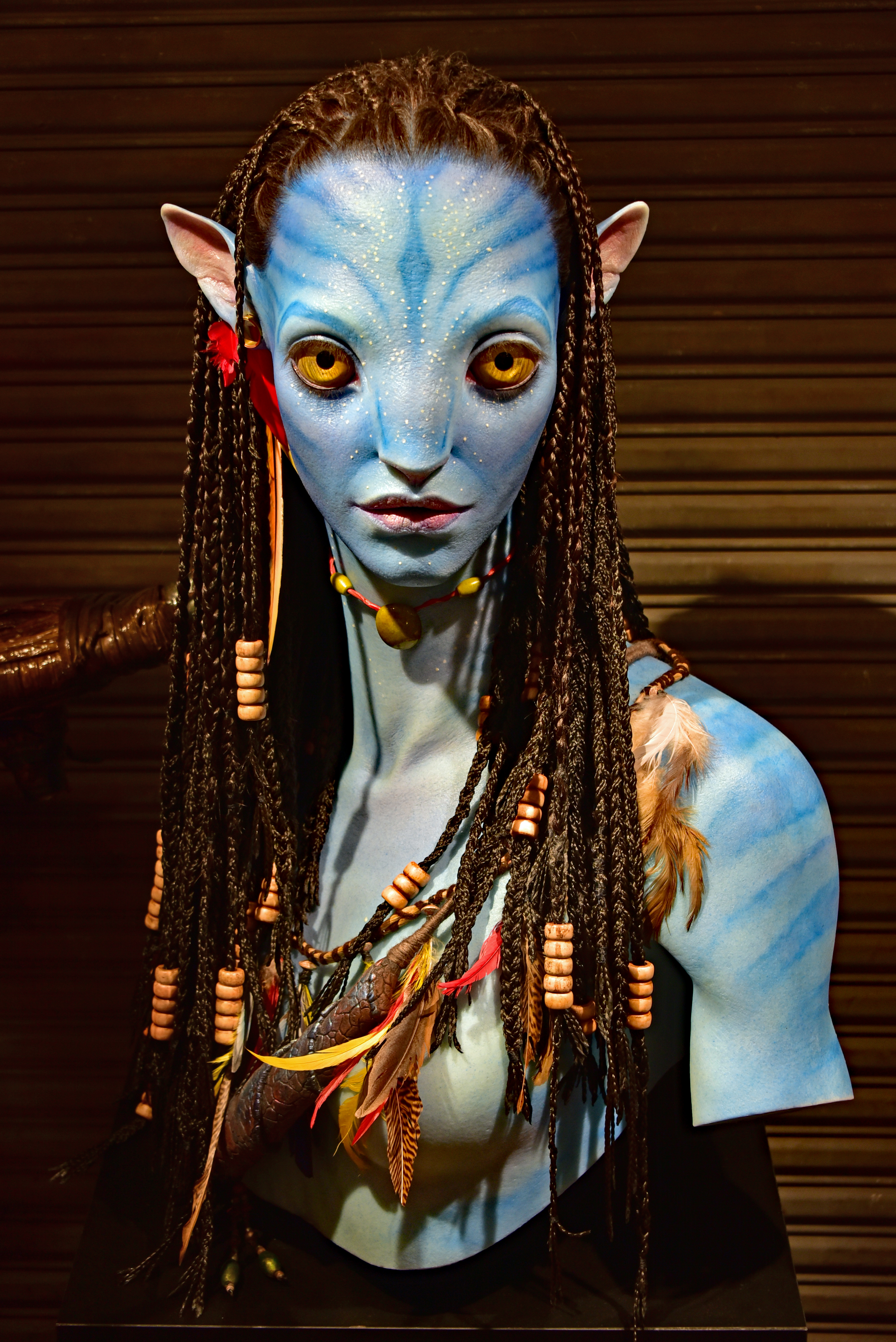
Potretul lui Neytiri, o femelă din specia Na'vi - franciza Avatar

Majoritatea jocurilor video prezintă civilizația umană la stadiul de tip 1 pe scara Kardashev (scară ipotetică propusă de Nicolai Kardașev, astrofizician rus). Umanitatea explorează galaxia și se răspândește în alte sisteme stelare, dar se confruntă cu provocări tehnologice și etice. Jocurile precum Mass Effect și Stellaris explorează ideea de colonizare a spațiului și interacțiunea cu alte specii inteligente, sugerând un viitor în care umanitatea nu este singură în univers și trebuie să se integreze într-o comunitate galactică sau să supraviețuiască unei invazii desfășurată de o civilizație extraterestră avansată tehnologic, precum Reaperii, extratereștrii biomecanici care sunt programați să distrugă toate formele de viață inteligentă din galaxia Calea Lactee. 
Alte jocuri video ca System Shock și Doom prezintă o latură mai întunecată a progresului tehnologic, unde amenințările cibernetice și latura malefică a umanității, fiind abordate riscurile asociate cu inteligența artificială și cu tehnologiile militare avansate. Mai sunt jocuri post-apocaliptice cu tematică distopică, ca Fallout și Rage, care ilustrează un viitor în care civilizația umană a fost adusă aproape de colaps de războaie nucleare sau de alte catastrofe cosmice (impactul unui asteroid), punând accent pe adaptabilitatea umană în fața adversității și altor efecte pe termen lung.   
În 2012, site-ul de știri BBC le-a propus cititorilor să își imagineze  „cum ar putea arăta lumea peste 100 ani”. Cititorii au scris că în anul 2112, este „foarte probabil” ca oamenii să comunice telepatic,  să devină nemuritori datorită ingineriei genetice, să se formeze un singur guvern mondial și o singură monedă și să se inventeze tehnologii pentru controlarea vremii, inseminarea artificială, înverzirea deșerturilor, fuziune nucleară sau de transport spațial.

## Predicții științifice și climatice
- Pinguinii imperiali ar putea dispărea până în 2100 de la topirea calotelor glaciare din Antarctica, cauzată de creșterea temperaturilor globale. [20]
- Ghețarii din Himalaya s-ar putea topi în proporție de până la 80% din cauza creșterii temperaturilor. [21]
- Valurile periculoase de secetă se vor tripla în întreaga lume până în anul 2100. [22]
- Schimbările climatice ar putea distruge aproape toate habitatele recifelor de corali ale Pământului până în 2100. [23]

## Contracte, testamente și acorduri
- 2103: Conform unui acord dintre Arhivele Naționale și Caroline Kennedy, sacoul roz purtat de prima doamnă Jackie Kennedy în ziua asasinării soțului ei, președintele John F. Kennedy, nu va fi expus în public timp de 140 de ani.[24]
- 2111: Testamentul Prințului Philip, Duce de Edinburgh (decedat în 2021) este programat să fie publicat.[25]
- 2112: Testamentul Reginei Elisabeta a II-a a Regatului Unit al Marii Britanii și al Irlandei de Nord (decedată în 2022) este programat să fie publicat.  [26]
- 2116: Contractul de închiriere de 99 de ani al portului internațional Hambantota din Sri Lanka este programat să expire.  [27]

## Lansări de filme, cărți și melodii
- 2115: Prima carte din proiectul „Future Library” va fi publicată la 100 de ani după ce a fost finalizată de autoarea Margaret Atwood.[28]
- 2115: „100 years”, un film de Robert Rodriguez și John Malkovich, va fi lansat la 100 de ani de la producția sa din 2015. Filmul a fost creat cu ajutorul producătorului de coniac, Louis XIII. [29]
- 2117: O melodie intitulată „100 Years”, compusă de Pharrell Williams, care are legătură cu producția cinematografică „100 years”, va fi lansată. Cântecul a fost interpretat de Williams la o petrecere privată din Shanghai, China, în 2017.  Melodia a abordat problema încălzirii globale. [30]

## Predicții sociale, demografice și economice
- 2100: Populația Africii va ajunge la 3,92 miliarde de oameni. [31] Cele mai populate orașe ale lumii vor fi cele din Africa: Lagos (Nigeria), Kinshasa (Republica Democratică Congo) și Dar Es Salaam (Tanzania).  [32].
- Un raport ONU estmimează că populația umană a planetei ar putea ajunge la 11,2 miliarde de locuitori, iar speranța medie de viață ar putea crește la 85 ani.  [33]
- Numărul locuitorilor din România ar putea scădea la 12 milioane, la cel mai scăzut nivel din anul 1950. [34]
- 2200: Potrivit unui studiu publicat de Demographic Research, din 2100, oamenii ar putea trăi până la 130 ani.   [35]

## Predicții calendaristice
- Pe 14 martie 2100, diferența dintre calendarul iulian și calendarul gregorian ajunge la 14 zile.[36]
- 21 decembrie 2112: Se formează un palindrom de 12 cifre: ora 21:12, pe data de 21.12.2112. Palindromul anterior s-a petrecut la ora 20:02, pe data de 20.02.2002.[37]
- 17 martie 2160 - Pentru prima oara din 2008, Săptămâna Sfântă a Pastelui debuteaza pe această dată.[38]

## Predicții astronomice

### Eclipse
- 8 decembrie 2113: Eclipsă totală de Soare  [39]
- 3 iunie 2114: Eclipsă totală de Soare
- 9 iunie 2123: Eclipsă lunară
- 19 decembrie 2131: Eclipsă totală de Soare
- 13 iunie 2132: Eclipsă totală de Soare
- 19 iunie 2141: Eclipsă lunară
- 30 decembrie 2149: Eclipsă totală de Soare
- 25 iunie 2150: Eclipsă totală de Soare
- 10 ianuarie 2168: Eclipsă totală de Soare
- 5 iulie 2168: Eclipsă totală de Soare
- 20 ianuarie 2186: Eclipsă totală de Soare
- 16 iulie 2186: Eclipsă totală de Soare

### Conjuncții planetare, asteroizi și comete
- 11 decembrie 2117: Tranzitul lui Venus în fața Soarelui
- 2123: Tripla conjuncție a lui Marte - Jupiter
- 14 septembrie 2123: Conjuncție Venus-Jupiter
- 8 decembrie 2125: Tranzitul lui Venus în fața Soarelui
- 29 iulie 2126: Ocultație Mercur-Marte
- 3 decembrie 2133: Ocultație Mercur-Venus
- 2134: Cometa Halley va reveni în sistemul solar
- 2148: Triple conjuncție Marte-Saturn
- 2174: A doua rotire completă în jurul Soarelui a planetei Neptun de la descoperirea sa în 1846.
- 2182: Cu o probabilitate estimată de 0,07%, asteroidul 1999 RQ 36 Apollo ar putea lovi Pământul.
- 2170: Triple conjuncție Marte-Jupiter
- 2178: Pe 23 martie, Pluto își va finaliza prima orbită completă de la descoperirea sa în anul 1930.
- 2182: Pe 24 septembrie, asteroidul 101955 Bennu are o șansă de 1 la 2.700 de a se prăbuși pe Pământ.
- 2185: Triple conjuncție Marte-Saturn
- 2187: Triple conjuncție Marte-Saturn
- 24 decembrie 2197: Ocultație Luna-Neptun

## Capsulele timpului
- 27 aprilie 2109 - O capsulă îngropată din 27 aprilie 2009  sub podeaua clădirii Old Queens de la Universitatea Rutgers din New Jersey va fi deschisă.
- 19 septembrie 2110 - O capsulă îngropată în Plaza de Armas din Santiago, din anul 2010, va fi deschisă.
- 18 noiembrie 2112 - Locuitorii din Beaumont își va deschide capsula timpului pentru a comemora 200 ani de la fondarea orașului.
- 2112 - O capsulă îngropată în Weavers Academy, Wellingborough, va fi deschisă după 100 de ani.
- 28 mai 2123: Va fi dezgropată capsula timpului. Aceasta se află în interiorul statuii lui William B.Gould din Dedham. Capsula conține 30 de obiecte, printre care și o mască sanitară din perioada pandemiei de COVID-19. [40]
- 2132 - Este prevăzută deschiderea unei capsule a timpului  de pe stradă Rideau din Ottawa. A fost îngropată în 1982.
- 2193 - Este programată deschiderea unei capsule a timpului de la Centrul Civic York din Toronto.  A fost îngropată în 1997.

## Secolul al XXII-lea în ficțiune

### Literatură (romane, nuvele, benzi desenate)
- O sută de decenii de Robert Burrows
- Green Mars de Kim Stanley Robinson
- Blue Mars de Kim Stanley Robinson
- Escape to the 23rd Century de William F. Nolan și George Clayton Johnson
- Sirenele Titanului de Kurt Vonnegut
- Rendezvous with Rama, de Arthur C. Clarke
- Judecătorul Dredd, o serie de benzi desenate
- The Fun They Had de Isaac Asimov
- Jocul lui Ender de Orson Scott Card
- Revoluția 2100 de Robert A. Heinlein
- Copiii lui Methuselah de Robert A. Heinlein
- Pisica care umblă prin pereți de Robert A. Heinlein
- Gradisil de Adam Roberts
- „Urechea, ochiul și brațul” de Nancy Farmer
- A patra lună de Kathleen Weise
- "It's Such a Beautiful Day" de  Isaac Asimov
- "Getting Real" de   Harry Turtledove
- 'Flight on Titan de  Stanley G. Weinbaum
- "The Fun They Had" de  Isaac Asimov
- In "Through the Gates of the Silver Key" de   H. P. Lovecraft

### Televiziune
- Doctor Who
- Star Trek: The Next Generation
- Star Trek: Enterprise

### Filme
- Alien: Pactul (2017) - În anul 2104 (după calendarul gregorian pământean), echipajul navei spațiale Covenant, în căutare de planete locuibile, descoperă o lume aparent paradisiacă, dar pustie, locuită doar de „androidul” David (Michael Fassbender), singurul supraviețuitor al expediției eșuate al navei Prometheus. Echipajul, care are la bord alte câteva mii de pasageri aflați în hibernare, se confruntă cu o amenințare inimaginabilă și trebuie să încerce o evacuare periculoasă de pe planetă. [41]
- Alien (1979) - În anul 2122 (după calendarul gregorian pământean), echipajul navei comerciale Nostromo care transportă minereuri, întâlnește o formă de viață extraterestră letală după investigarea unui semnal misterios de pe luna LV-426. Sigourney Weaver, care o interpretează pe Ripley, și echipajul ei, se confruntă cu un Xenomorph, dar și cu androidul navei care are intenții criminale. [42]
- Jocul lui Ender (film) - În 2086, o specie extraterestră numită Formici atacă Pământul. Mazer Rackham, comandantul unui mici forțe de rezervă de patrulare, oprește avansul acestora, aparent sacrificându-se în timpul atacului lor. 50 de ani mai târziu, în anul 2136, Ender Wiggin este ales pentru a fi dus și instruit la Școala Militară, deoarece dă dovadă de abilități intelectuale extraordinare. Acolo participă la un intens program de pregătire pentru viitoarea luptă cu formicii, care va avea loc pe planeta acestora.
- Judge Dredd (film) (1995)- Acțiunea se petrece într-un viitor în care mare parte din suprafața Pământului este nelocuită din cauza radiațiilor rezultate în urma unui război atomic devastator. Zeci de milioane de oameni ajung să trăiască în mega-orașe. Sistemul de justiție a fost înlocuit cu un corp de judecători care au atribuțiile unor ofițeri de poliție, judecători, juriu și călăi. În orașul Mega-City One, în anul 2139, Joseph Dredd (interpretat de actorul Sylvester Stallone), unul dintre cei mai dedicați „judecători”, este acuzat pe nedrept de încălcarea legii. [43]
- Atlasul norilor (film) (2012)- O parte din povestea filmului care se petrece în anul 2144 urmărește povestea unei clone, Sonmi-451, în orașul Noul Seul, care începe să conștientizeze realitatea opresivă a societății în care trăiește și devine o inspirație pentru o revoluție.[44]
- Elysium (film) (2013)- În anul 2154, cei bogați trăiesc pe o stație spațială de lux unde bolile și îmbătrânirea sunt de domeniul trecutului, în timp ce restul populației rămâne pe un Pământ devastat de sărăcie și criza resurselor. Protagonistul jucat de actorul Matt Damon este fost infractor și lucrător la o fabrică de roboți. Devenind victima unui accident de muncă, el recurge la măsuri disperate pentru a supraviețui, purtând un exoschelet pentru a-și crește semnificativ puterea și rezistența.    [45]
- Avatar (film din 2009) - Povestea filmului se petrece în anul 2154, când civilizația umană traversează o criză de resurse pe Pământul aflat în colaps ecologic. În căutare de resurse, oamenii explorează sistemul stelar Alpha Centauri A și descoperă o planetă gigantică din gaz numită Polifem. Pandora, satelitul natural al planetei Polifem, cu o vegetație luxuriantă, dar cu atmosferă irespirabilă pentru oameni, este populată de Na'vi, o specie de umanoizi vânători-culegători de trei metri înălțime și cu piele albastră care se pot cățăra în copaci și să îmblânzească specii de ecvide și pterodactili. Pentru a explora Pandora și a se integra în comunitățile tribale de Na'vi, oamenii de știință  creează hibrizi numiți „avataruri” prin pocesul de clonare și combinarea ADN-ului unui om cu cel al unui indigen. Printr-un aparat neuronal, conștiința unui om poate fi transferată temporar în corpul unui avatar ce poate fi controlat de la distanță. Un veteran paralizat pe nume Jake Sully (interpretat de Sam Worthington) este trimis pe Pandora, unde formează o legătură neașteptată cu populația nativă din Clanul Omatikaya care trăiește în armonie cu natura. Pădurile Pandorei sunt amenințate cu distrugerea din cauza companiei miniere umane care vrea să extragă un minereu prețios. [46]
- Avatar: Calea apei (2022)-  Povestea filmului se petrece în anul 2169 (după calendarul gregorian pământean). Jake Sully și familia sa, confruntându-se cu noi pericole din cauza celei de-a doua invazii umane a Pandorei, se refugiază pe insulele stăpânite de clanul Metkayina, compusă tot din indigeni Na'vi, dar de altă rasă, cu piele de culoare cyan,  adaptați la stilul de viață acvatic, fiind foarte buni înotători, navigatori și pescari. Ei comunică cu Tulkun, o specie de balene inteligente, care ajung să fie vânate de oameni.  [47]
- Avatar 3 (2025)- Continuarea aventurilor lui Jake Sully pe Pandora și lupta Na’vi împotriva invadatorilor umani. Povestea se va axa pe interacțiunile dintre clanurile Omatikaya (junglă) și Metkayina (apă) cu un alt clan al focului, cunoscut și ca „poporul din cenușă”, care trăiește la poalele unui vulcan.
- Avatar 4 - Detaliile sunt încă necunoscute, dar se așteaptă să exploreze noi regiuni ale lunii Pandora și ale locuitorilor săi.
- Avatar 5 - Detaliile sunt încă necunoscute, dar povestea s-ar putea desfășura pe Pământul secătuit de resurse și pe lupta finală dintre oameni și Na'vi.
- Aliens - Misiune de pedeapsă (1986) - În anul 2179 (după calendarul gregorian pământean), Ellen Ripley se întoarce pe luna LV-426 cu o unitate de pușcași marini pentru a investiga dispariția coloniștilor umani, descoperind că trebuie să lupte împotriva unei întregi colonii de creaturi extraterestre. [48]
- Alien 3 (1992) - După evenimentele din Aliens, Ripley se prăbușește pe Fiorina „Fury” 161, o planetă în care sunt aflați în detenție cei mai periculoși infractori din galaxie. [49]

### Jocuri video
- Sid Meier's Alpha Centauri (1999) - În acest joc de strategie pe ture, umanitatea colonizează planeta Chiron din sistemul stelar Alpha Centauri din anul 2100 (după calendarul gregorian terestru). Treptat, se ajunge la competiție și război între șapte facțiuni.
- Fallout 76 (2018) - Jocul este plasat într-o istorie alternativă și are loc în anul 2102. Protagonistul este un rezident al unui adăpost subteran din Virginia de Vest.   [50]
- System Shock 2 (1999) - Jocul are loc la bordul unei nave stelare, în anul 2114. Jucătorul își asumă rolul unui soldat care încearcă să oprească răspândirea unei infecții genetice care a devastat nava.
- Rage (2011) și Rage 2 (2018) - După ce asteroidul 99942 Apopphis se prăbușește pe Pământ în 2029, distrugând civilizația umană, între anii 2135 și 2165, ultimii supraviețuitori criogenizați se reunesc pentru a forma așezări în jurul oazelor pentru a reclădi civilizația prin Proiectul Eden. Jucătorii intră în rolul unor protagoniști care duc lupte împotriva clanurilor de bandiți și mutanți.  [51]
- Alien: Isolation (2014)-  Povestea jocului este plasată în anul 2137 (după calendarul gregorian terestru), la 15 ani după evenimentele filmului original din 1979 și o urmărește pe inginerul Amanda Ripley, fiica protagonistei filmului Alien (1979), Ellen Ripley. Ea investighează dispariția mamei sale, dar la rândul ei se confruntă cu o creatură extraterestră aflată în libertate.  [52]
- Battlefield 2142 (2006)- Jocul, care este exclusiv online, prezintă un scenariu în care planeta este devastată de o nouă eră glaciară, iar în anul 2142  izbucnește un război rece între două superputeri militare – Uniunea Europeană (UE) și Coaliția Pan-Asiatică (PAC). [53]
- Doom 3 (2004) - Povestea are loc pe Marte, în anul 2145, unde un conglomerat militar-industrial a înființat o unitate de cercetare științifică în domenii precum teleportarea, cercetarea biologică și proiectarea de arme avansate. Experimentele de teleportare deschid o poartă către Iad, ducând la o invazie catastrofală a bazei Marte de către demoni. Jucătorul intră în rolul unui pușcaș marin spațial care luptă pentru a opri demonii care atacă Marte și ajung pe Pământ.
- Doom (2016) - În anul 2149, o poarta este deschisă pe Marte de către Union Aerospace Corporation (UAC) cu scopul de a extrage energie din Iad pentru a rezolva problema crizei energetice de pe Pământ. La fel ca în  Doom 3, demonii evadează din Iad și invadează bazele  de pe Marte, coloniștii umani fiind posedați.  Jucătorii intră în rolul unui pușcaș marin cunoscut ca „Doom Slayer” („Spintecătorul de Demoni”).  [54]
- Avatar: Frontiers of Pandora (2023)- Povestea jocului se petrece între anii 2146 și 2169 (după calendarul gregorian terestru), când copiii din specia indigenă Na'vi  răpiți de pe teritoriul clanurilor lor de către compania RDA. După ce armata lui Jake Sully conduce primul război pandorian și alungă  forțele RDA, copiii reușesc să scape și să se alăture rezistenței împotriva invadatorilor umani.  [55]
- Avatar: The Game (2009) - Povestea se desfășoară în anul 2152 (după calendarul gregorian terestru), cu doi ani înainte de evenimentele primului film Avatar, în care jucătorii au de ales între a se lupta de partea invadatorilor umani (compania RDA) sau de partea populației indigene Na'vi de pe Pandora.
- Fallout (1997)-  La aproape un secol de la războiul nuclear dintre  SUA și China, în anul 2161, un om dintr-un adăpost subteran din sudul Californiei,  luptă pentru supraviețuire într-o lume postapocaliptică.
- Doom Eternal (2020) - În 2163, la 14 ani după evenimentele de pe Marte, Pământul a fost invadat de demoni din cauza corupției corporației Union Aerospace Corporation (UAC), aceștia ucigând 60% din populația planetei. Doom Slayer, cu ajutorul lui Dr. Samuel Hayden (fondatorul corporației care a decedat de la cancerul de creier, dar și-a transferat conștiința transferată într-un robot), se întoarce cu o fortăreață satelit controlată de AI VEGA pentru a stopa invazia demonică a Pământului.  [56]
- Mass Effect (2007), Mass Effect 2 (2010) și Mass Effect 3 (2012)- Povestea trilogiei are loc între anii 2183 și 2186 (după calendarul gregorian terestru), în care jucătorii pot prelua rolul lui John/Jane Shepard, un comandant al navei spațiale numită Normandy. Misiunea lui Shepard este să apere galaxia de Reaperi, extratereștrii sintetici, mașinării și nave stelare care revin odată la 50.000 ani pentru a eradica toate civilizațiile avansate și toate ființele organice inteligente. Protagonistul trebuie să convingă civilizațiile extraterestre, precum Asari, Quarieni, Krogani, Turieni și Salarieni să se alieze cu oamenii în lupta împotriva invadatorilor sintetici.  În acest scenariu, oamenii colonizează nu doar Sistemul Solar, dar și planetele altor sisteme solare prin călătorii interstelare efectuate cu nave spațiale care ating viteza luminii după ce sunt propulsate de releurile de masă (Mass Effect), structuri construite de o rasă de extratereștrii antici care au fost demult eradicați de Reaperi.  Oamenii, la fel ca celelalte specii extraterestre, nu doar că se pot deplasa cu mașini zburătoare și folosesc arme-laser și inteligența artificială, dar posedă  puteri pentru a genera câmpuri de masă și vârtejuri gravitaționale cu care pot doborî inamicii de la distanță sau îi pot ridica în aer.  Galaxia Calea Lactee este supusă unui Consiliu de membri reprezentanți ai celor avansate civilizații, având sediul la un habitat spațial.  [57]
- Call of Duty: Infinite Warfare (2016) - În anul 2187, după omenirea colonizează toate planetele Sistemului Solar și trimite coloniști pentru minerit. Dar coloniștii de pe Marte se revoltă și alcătuiesc Frontul de Apărare a Așezărilor (SDF), o forță ostilă militaristă totalitară care încearcă să  preia controlul asupra tuturor resurselor și planetelor. Protagonistul, un locotenent pe nume Nick Reyes, ajunge căpitan de navă spațială și conduce operațiuni pentru eliberarea stațiilor spațiale de pe Venus, Uranus și Neptun, precum și a bazelor de pe Lună, Marte, Europa și Titan.  [58]
- Stellaris (joc video) (2016)- În acest joc de strategie, în jurul anului 2200 (după calendarul gregorian terestru), jucătorii preiau controlul asupra unei civilizații capabilă să efectueze călătorii interstelare din galaxia Calea Lactee și au sarcina de a explora , coloniza și gestiona regiunea lor a galaxiei, întâlnind alte civilizații cu care pot coopera prin diplomație , comerț sau război. Jucătorii pot lua parte la crize care amenință galaxia sau pot citi povești despre imperiile galactice demult prăbușite și uitate. [59]

## Decenii și ani
| Anii 2090 | 2090 | 2091 | 2092 | 2093 | 2094 | 2095 | 2096 | 2097 | 2098 | 2099 |
| Anii 2100 | 2100 | 2101 | 2102 | 2103 | 2104 | 2105 | 2106 | 2107 | 2108 | 2109 |
| Anii 2110 | 2110 | 2111 | 2112 | 2113 | 2114 | 2115 | 2116 | 2117 | 2118 | 2119 |
| Anii 2120 | 2120 | 2121 | 2122 | 2123 | 2124 | 2125 | 2126 | 2127 | 2128 | 2129 |
| Anii 2130 | 2130 | 2131 | 2132 | 2133 | 2134 | 2135 | 2136 | 2137 | 2138 | 2139 |
| Anii 2140 | 2140 | 2141 | 2142 | 2143 | 2144 | 2145 | 2146 | 2147 | 2148 | 2149 |
| Anii 2150 | 2150 | 2151 | 2152 | 2153 | 2154 | 2155 | 2156 | 2157 | 2158 | 2159 |
| Anii 2160 | 2160 | 2161 | 2162 | 2163 | 2164 | 2165 | 2166 | 2167 | 2168 | 2169 |
| Anii 2170 | 2170 | 2171 | 2172 | 2173 | 2174 | 2175 | 2176 | 2177 | 2178 | 2179 |
| Anii 2180 | 2180 | 2181 | 2182 | 2183 | 2184 | 2185 | 2186 | 2187 | 2188 | 2189 |
| Anii 2190 | 2190 | 2191 | 2192 | 2193 | 2194 | 2195 | 2196 | 2197 | 2198 | 2199 |
| Anii 2200 | 2200 | 2201 | 2202 | 2203 | 2204 | 2205 | 2206 | 2207 | 2208 | 2209 |